# (5500) Twilley
(5500) Twilley es un asteroide perteneciente al cinturón de asteroides descubierto el 24 de noviembre de 1981 por Edward Bowell desde la Estación Anderson Mesa (condado de Coconino, cerca de Flagstaff, Arizona, Estados Unidos).

## Designación y nombre
Designado provisionalmente como 1981 WR. Fue nombrado Twilley en homenaje a Royston C. Twilley, fue maestro de escuela primaria de Edward Bowell en Tooting, Londres, durante 1954-1955. Twilley fue el más inspirador de los maestros, guiando a sus alumnos no solo a través del currículo requerido, sino también a áreas de disciplina académica que no suelen encontrar los preadolescentes. Especialmente notable fue una exploración exhaustiva del pasado y contemporáneo River Wandle, un río corto que hoy en día fluye principalmente a través del sur de Londres, que en el siglo XVIII tenía una gran variedad de molinos industriales, algunos de los cuales aún estaban en funcionamiento en la década de 1950. De 1959 a 1977, Twilley fue director de dos escuelas de Londres, y después de retirarse ejerció como gobernador de una escuela primaria de Dorset (1993-1994).

## Características orbitales
Twilley está situado a una distancia media del Sol de 2,279 ua, pudiendo alejarse hasta 2,483 ua y acercarse hasta 2,075 ua. Su excentricidad es 0,089 y la inclinación orbital 4,397 grados. Emplea 1257,19 días en completar una órbita alrededor del Sol.

## Características físicas
La magnitud absoluta de Twilley es 13,6. Tiene 4,483 km de diámetro y su albedo se estima en 0,35. 